# Peter Munch (musiker)
Peter Munch, född som Peter Munch Godtfredsen den 14 september 1978 i Köpenhamn är en dansk musiker, DJ och producent. Han är också känd för att ha skapat den första Dance Parade i New York.